# Förstärkta lagberedningen
Förstärkta lagberedningen var i Sverige en kommitté, verksam 1884–1887, med uppdrag att granska Nya lagberedningens förslag om ny rättegångsordning.
För granskning av Nya lagberedningens omfattande förslag angående ny rättegångsordning tillsatte Kungl. Maj:t den 5 december 1884 en förstärkt lagberedning bestående av ledamöter i Högsta domstolen, presidenterna i hovrätterna, underdomare, advokater samt ledamöter av riksdagen. Arbetet ledde av justitieminister Nils von Steyern som ordförande. Den 20 juni 1887 avgav förstärka lagberedningen ett betänkande med riktlinjer för det fortsatta arbetet med ombildningen av rättegångsväsendet.